# Navigateur vocal
Un navigateur vocal, browser vocal ou voice browser (en anglais), est un logiciel d'application de réponse vocale interactive. Il peut interagir avec plusieurs composants : un serveur web pour obtenir le contenu en VoiceXML ou autre format de dialogue qu'il interprète, un logiciel de synthèse vocale et un logiciel de reconnaissance vocale et le téléphone de l'utilisateur pour les commandes DTMF.